# Датско-эстонские отношения
Датско-эстонские отношения — двусторонние дипломатические отношения между Данией и Эстонией.

## История

### Датская Эстляндия
Датская Эстляндия располагалась на территории современной Эстонии и находилась под властью Дании сначала в XIII–XIV веках, а затем в XVI–XVII веках. В XII веке Дания стала великой военной и торговой державой и была заинтересована в том, чтобы положить конец нападениям осилиянским и курляндским пиратам, которые угрожали её балтийской торговле. Датский флот атаковал Эстонию в 1170, 1194 и 1197 годах. В 1206 году король Дании Вальдемар II и архиепископ Андерс Сунесен осуществили рейд на остров Сааремаа. Короли Дании провозглашали свою власть над территорией Эстонии, что было признано Папой Римским. В 1219 году датский флот прибыл в главный порт Эстонии, после высадки датчане победили эстонцев в битве при Линданисе и Северная Эстония перешла под власть Дании до восстания в 1343 году, когда территории были захвачены Тевтонским орденом и проданы Данией в 1346.

### Эстонская республика (1918–1940)
Около 200 датских добровольцев принимали участие в войне за независимость Эстонии с 1918 по 1920 год в составе Датско-Балтийского вспомогательного корпуса под командованием датского офицера Боргелина. 
В 1921 году Дания признала независимость Эстонии. 18 декабря 1926 года страны создали примирительную комиссию, а 13 мая 1930 года было подписано соглашение об экстрадиции. 

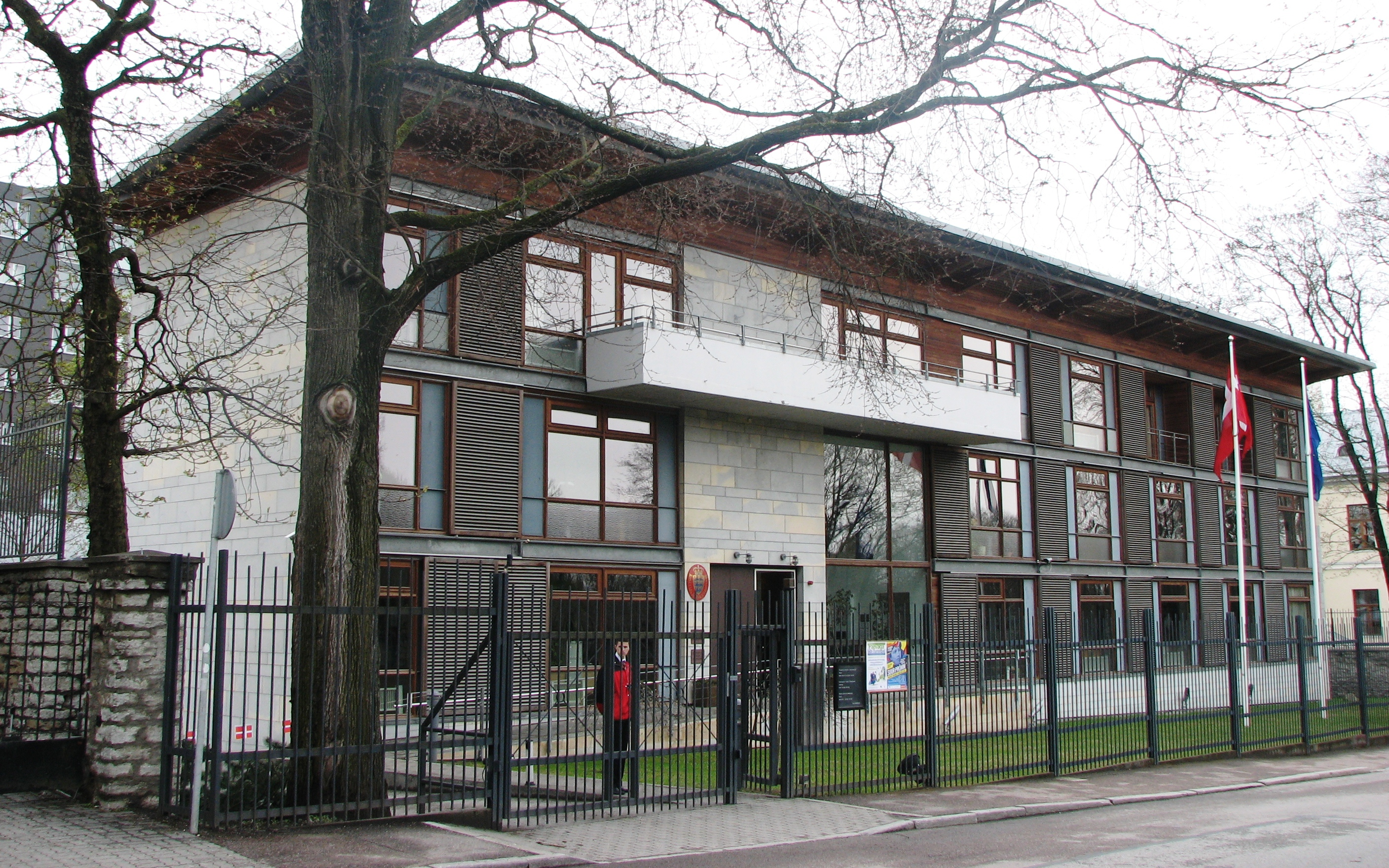
Посольство Дании в Таллине

### Эстонская Республика (с 1990)
В декабре 1990 года в Копенгагене открылось первое зарубежное представительство Эстонии после Второй мировой войны — Балтийский информационный центр.
11 марта 1991 года министр иностранных дел Дании и министр иностранных дел Эстонии (Леннарт Мери) подписали «Совместный протокол о сотрудничестве между Королевством Дания и Эстонской Республикой». В этом тексте упоминается, что Дания признала Эстонию в 1921 году и никогда не признавала включение Эстонской республики в состав Советского Союза в 1940 году. Королевство Дания установило дипломатические отношения с Эстонской Республикой 24 августа 1991 года. 
В 1993 году Дания подписала соглашение об отмене визовых требований для Эстонии. В 1994 году между странами было подписано соглашение о сотрудничестве в области обороны. В 2003 году Дания стала первой страной, ратифицировавшей Договор о присоединении Эстонии к ЕС. В настоящее время обе страны являются членами Европейского союза, НАТО и Совета государств Балтийского моря.

## Торговля
Дания является крупнейшим инвестором в экономику Эстонии. С 1992 по 2003 год Дания оказала помощь Эстонии на общую сумму 147 миллионов евро.

## Военное сотрудничество
На международном уровне Дания решительно поддерживала усилия Эстонии по вступлению в ЕС и НАТО. В марте 1994 года между Данией и Эстонией был подписан договор о сотрудничестве в области обороны, который стал для Эстонии первым двусторонним рамочным соглашением об оборонном сотрудничестве. Дания и Эстония совместно проводили военные операции в провинции Гильменд в Афганистане.

## Туризм
В 2009 году 12 036 датских туристов посетили Эстонию.

## Визиты на высоком уровне
С 2002 по 2009 год премьер-министр Дании Андерс Фог Расмуссен посещал Эстонию пять раз. Королева Дании Маргрете II посетила Эстонию в июле 2001 года, а министр иностранных дел Пер Стиг Меллер посетил Эстонию в августе 2009 года. Министр торговли и инвестиций Дании Пиа Ольсен Дюр пребывала в Эстонии с 14 по 15 мая 2013 года для развития коммерческого сотрудничества между Данией и странами Балтии, а министр по европейским делам Дании Николай Ваммен посетил Эстонию 30–31 мая 2013 года в рамках тура по странам Балтии. В сентябре 2007 года президент Эстонской Республики Тоомас Хендрик Ильвес посетил Данию, а президент Арнольд Рюйтель посещал Данию в 2004 году.

## Дипломатические представительства
- У Дании имеется посольство в Таллине[10].
- Эстония содержит посольство в Копенгагене[11].